# Gmach Towarzystwa Kredytowego we Wrocławiu
Gmach Towarzystwa Kredytowego – dawna siedziba Rzemieślniczego Związku Zaliczkowego (niem. Vorschuß-Verein zu Breslau) oraz banku Handels- und Gewerbebank Breslau G.m.b.H. na ulicy Rzeźniczej we Wrocławiu.

## Historia

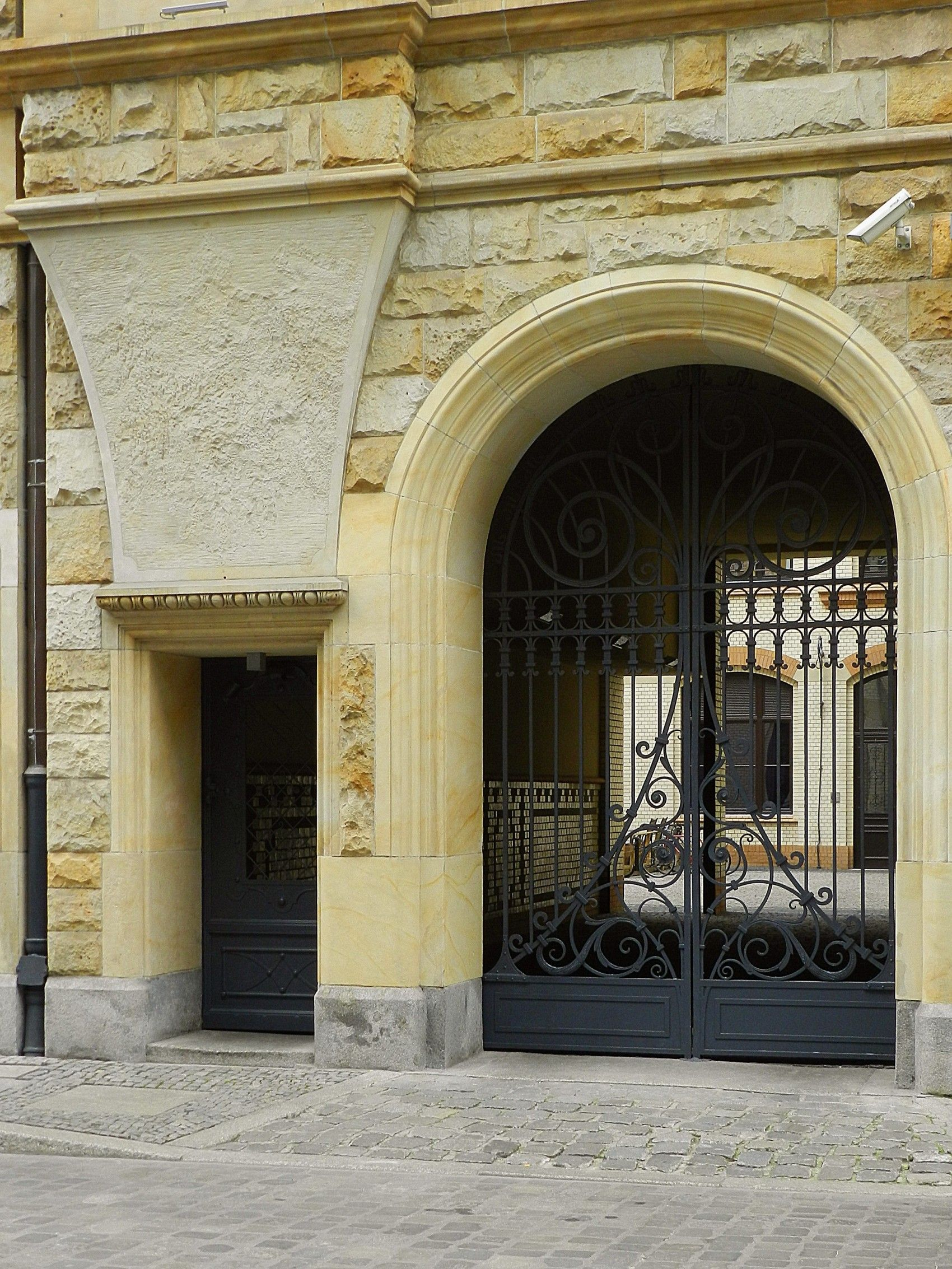
Północne wejście do budynku z bramą przelotową. Nad wejściem kartusz z wygroszkowanym orłem pruskim

Budynek banku został wzniesiony w 1900 roku, w miejsce czterech średniowiecznych kamienic na zlecenie Wrocławskiego Związku Zaliczkowego (niem. Vorschuß-Verein zu Breslau). Związek założony w 1859 roku, miał wówczas swoją siedzibę przy ulicy Ruskiej 7.
Jego projektantem był Karl Grosser, współzałożyciel (wraz z Heinrichem Brostem) spółki architektoniczno-budowlanej Brost & Grosser, która była projektantem m.in. budynku Śląskiego Muzeum Sztuk Pięknych we Wrocławiu. Współprojektantem fasady oraz prowadzącym budowę był również Robert Hönsch, który w znacznym stopniu zmienił projekt Grossera, pozostawiając jednakże jego neorenesansowy charakter.
Budynek został zaprojektowany na rzucie prostokąta z wewnętrznym dziedzińcem. Miał trzy kondygnacje, ośmioosiową elewację i pokryty był dwuspadowym dachem w układzie kalenicowym z lukarnami w części frontowej. Część południowa i północna ujęta była pseudoryzalitami zwieńczonymi szczytami otoczonymi wolutami, przy czym południowy ryzalit zakończony był szczytem dwukondygnacyjnym, a węższy północny dochodził do tarasu i miał jednokondygnacyjny szczyt. W ich części parterowej umieszczono wejście do budynków i bramę przelotową prowadzącą na dziedziniec. Fasada budynku była w całości obłożona piaskowcowymi ciosami z motywem rustyki obrobionych na wzór naturalnego łomu. Część środkowa między ryzalitami miała ostatnią kondygnację cofniętą względem linii elewacji co tworzyło płytki taras otoczony kamienną balustradą. Nad pierwszą kondygnacją znajdował się gzyms w formie belkowania z pasem centralnym fryzu w którym umieszczony był szyld budynku: „Vorschuss Verein Breslau”. Przy północnym ryzalicie, nad wejściem umieszczono pruskiego orła, a nad nim znajdowała się tablica pamiątkowa w formie kartusza z napisem Die genossenschaft ist der fride poświęcona Hermannowi Schulze-Delitzschowi (1808-1883), prekursorowi spółdzielczości w Niemczech. Nad tablicą znajdowała się wykuta jego podobizna. U dołu kartusza znajduje się głowa Hermesa. W tym samym pionie lecz na ostatniej kondygnacji znajdują się dekoracyjne elementy w postaci kaduceusza i lwa trzymającego tarczę herbową z literą "W".
Elewacja od strony dziedzińca została wykonana z cegły klinkierowej; widoczne również były gładkie elementy konstrukcyjne. Nadproża okienne wykonane zostały w formie łuków odcinkowych, a na ściankach podparapetowych znajdowały się bogate detale ceramiczne. W części dachowej od tej strony umieszczono uproszczone szczyty i dekorowane lukarny.
W części parterowej budynku mieścił się od lat 20. XX wieku urząd pocztowy, a na wyższych kondygnacjach znajdowały się biura i mieszkanie dyrektora Związków Zaliczkowych. W latach 20. XX wieku właścicielem budynku była firma Handels- und Gewerbebank Breslau G.m.b.H. Do zakończenia II wojny światowej na I piętrze budynku znajdowała się siedziba Volksbank Breslau GmbH. Sam budynek nie został w wyniku działań wojennych uszkodzony.

## Po 1945
W okresie powojennym na parterze budynku działała placówka pocztowa, a na piętrach mieściły się lokale kwaterunkowe. W 2005 Gmina Wrocław sprzedała budynek agencji reklamowej Czart za 6,5 mln złotych. Następnie stał się on własnością grupy inwestycyjnej i deweloperskiej Verity Development, która po przeprowadzonym remoncie wynajmuje go jako biurowiec pod nazwą Heritage Gates.